# Athis-Val de Rouvre
Athis-Val de Rouvre ist eine französische Gemeinde mit 4.208 Einwohnern (Stand 1. Januar 2022) im Département Orne in der Region Normandie. Sie gehört zum Kanton Athis-Val de Rouvre und zum Arrondissement Argentan.
Sie entstand mit Wirkung vom 1. Januar 2016 als Commune nouvelle durch die Zusammenlegung der bisherigen Gemeinden Athis-de-l’Orne, Bréel, La Carneille, Notre-Dame-du-Rocher, Ronfeugerai, Ségrie-Fontaine, Taillebois und Les Tourailles, die in der neuen Gemeinde den Status einer Commune déléguée haben. Der Verwaltungssitz befindet sich im Ort Athis-de-l’Orne.

## Gliederung
| Ortsteil                          | ehemaliger INSEE-Code | Fläche (km²) | Einwohnerzahl zum 1. Januar 2022 |
| --------------------------------- | --------------------- | ------------ | -------------------------------- |
| Athis-de-l’Orne (Verwaltungssitz) | 61007                 | 32,47        | 2.470                            |
| Bréel                             | 61058                 | 03,71        | .0141                            |
| La Carneille                      | 61073                 | 15,91        | .0565                            |
| Notre-Dame-du-Rocher              | 61313                 | 03,43        | .0058                            |
| Ronfeugerai                       | 61353                 | 06,57        | .0324                            |
| Ségrie-Fontaine                   | 61465                 | 06,68        | .0428                            |
| Taillebois                        | 61478                 | 05,51        | .0137                            |
| Les Tourailles                    | 61489                 | 02,46        | .0085                            |